# Belgium a 2024. évi téli ifjúsági olimpiai játékokon
Belgium a dél-koreai Kangvonban megrendezett 2024. évi téli ifjúsági olimpiai játékok egyik részt vevő nemzete volt. Az ország a játékokon 2 sportágban (alpesi síelésben és rövidpályás gyorskorcsolyában) 2 fiú sportolóval képviseltette magát.

## Alpesisí

### Fiú
| Versenyző      | Versenyszám      | 1. futam | 1. futam | 2. futam | 2. futam | Összesen | Összesen |
| Versenyző      | Versenyszám      | Idő      | Hely.    | Idő      | Hely.    | Idő      | Hely.    |
| -------------- | ---------------- | -------- | -------- | -------- | -------- | -------- | -------- |
| Christos Bouas | Műlesiklás       | 49,85    | 29.      | 54,12    | 14.      | 1:43,97  | 15.      |
| Christos Bouas | Óriás-műlesiklás | 52,27    | 34.      | 48,93    | 33.      | 1:41,20  | 30.      |

## Rövidpályás gyorskorcsolya

### Fiú
| Versenyző    | Versenyszám | Előfutam | Előfutam | Negyeddöntő | Negyeddöntő | Elődöntő | Elődöntő | Döntő   | Döntő   | Döntő   | Hely. |
| Versenyző    | Versenyszám | Idő      | Hely.    | Idő         | Hely.       | Idő      | Hely.    | Típus   | Idő     | Hely.   | Hely. |
| ------------ | ----------- | -------- | -------- | ----------- | ----------- | -------- | -------- | ------- | ------- | ------- | ----- |
| Lowie Dekens | 500 m       | 43,758   | 4.       | Kiesett     | Kiesett     | Kiesett  | Kiesett  | Kiesett | Kiesett | Kiesett | 28.   |
| Lowie Dekens | 1000 m      | 1:41,848 | 4.       | Kiesett     | Kiesett     | Kiesett  | Kiesett  | Kiesett | Kiesett | Kiesett | 33.   |
| Lowie Dekens | 1500 m      |          |          | 2:18,473    | 4.          | 2:34,308 | 5.       | Kiesett | Kiesett | Kiesett | 15.   |